# Lesiska
Lesiska (deutsch Reichwalde (Ostpr.)) ist ein Dorf in der polnischen Woiwodschaft Ermland-Masuren. Es gehört zur Gmina Godkowo (Landgemeinde Göttchendorf) im Powiat Elbląski (Kreis Elbing).

## Geographische Lage
Lesiska (Reichwalde) liegt im Oberland in der historischen Region Ostpreußen. Der Ort liegt 7 km östlich von Godkowo (Göttchendorf), 41 km östlich von der Kreisstadt Elbląg (Elbing) und 45 km nordwestlich von der Provinzhauptstadt Olsztyn (Allenstein).

## Geschichte
Lesiska (Reichwalde) hatte in seiner Geschichte verschiedene Namen, unter anderem hieß der Ort Reichertswalde und Reychenwalt.
Reichwalde existierte bereits zur Ordenszeit. Das Dorf gehörte zum Kammeramt Liebstadt, welches zur Komturei Elbing gehörte. 1406 wurde der Ort erstmals im Zinsbuch des Ordens erwähnt. Im Zinsbuch der Komturei Elbing des Ordens wurde in Reychenwalt im Jahr 1448 86 Hufen vermerkt, je Hufe wurde ½ Mark an Lichtmeß gezinst. Ein Krug zinste 2 Mark an Lichtmeß, ein anderer 1½ Mark zum gleichen Termin. Das Zinsbuch gibt die gesamten Abgaben des Dorfes mit 46½ Mark an.
Im Königreich Preußen gehörte Reichwalde zum Domänenamt (ehemals Hauptamt) in Liebstadt. Auf Kreisebene gehörte der Ort zum Kreis Preußisch Holland. Mit der Einführung der Kreisordnung in Preußen, wurde am 28. Mai 1874 der Amtsbezirk Reichwalde gegründet. Der Amtsbezirk Reichwalde hatte ein eigenes Standesamt. Am 18. August 1881 wurde der Amtsbezirk Reichwalde in den Amtsbezirk Podangen eingegliedert. Am 1. April 1939 wurde die Gemeinde Pfeiffertswalde aus dem Amtsbezirk Krickehnen in die Gemeinde Reichwalde eingegliedert. Der Amtsbezirk Podangen bestand bis zum 1. Januar 1945.
Nach dem Zweiten Weltkrieg wurde der südliche Teil Ostpreußens, zudem Reichwalde gehörte, an Polen angeschlossen. Es folgte die Vertreibung der deutschen Bevölkerung und die Ansiedlung von Polen. Der Ort heißt seither Lesiska.

### Einwohnerzahlen
| Jahr | Anzahl |
| ---- | ------ |
| 1820 | 296    |
| 1885 | 685    |
| 1905 | 524    |
| 1910 | 534    |
| 1933 | 558    |
| 1939 | 611    |